# Dječje kazalište Branka Mihaljevića
Dječje kazalište Branka Mihaljevića osječko je kazalište za djecu. Kazalište je osnovano 1958. godine, iako kao amatersko kazalište djeluje još od 1950. godine.

## Povijest
Kazališna kuća službeno je s radom započela 8. lipnja 1950. godine kao Pionirsko kazalište u Osijeku, premijerom predstave Spašeno svjetlo koju je režirao Ivan Marton. 1958. godine kazalište se profesionalizira te dobiva ime Dječje kazalište «Ognjen Prica». 1991. godine kazalište mijenja ime u Dječje kazalište u Osijeku, a od 2006. godine nosi današnji naziv Dječje kazalište Branka Mihaljevića.
Zlatno razdoblje kazališta bio je kraj ‘70-ih godina kada nastaje kultna predstava Postolar i vrag koju je na scenu postavio redatelj Borislav Mrkšić. Predstava je osvojila brojne nagrade i priznanja na svim festivalima u zemlji i inozemstvu. 
Novo zlatno razdoblje počinje od 2004. godine, kada prvi studenti upisuju novoosnovani Studij glume i lutkarstva u Osijeku, te će upravo prve generacije tih glumaca tvoriti jaku umjetničku energiju tog kazališta u budućnosti.
Ansambl Dječjeg kazališta Branka Mihaljevića jedan je od najboljih dječjih ansambala u Hrvatskoj. Kroz desetljeća članovi ansambla bili su neki od najnagrađivanijih hrvatskih glumaca kao što su Areta Ćurković, Edi Ćelić, Inga Šarić... Predstave stvaraju redatelji kao što su Nikola Zavišić, Ljudmila Fedorova, Tamara Kučinović...